# 國王密令
《國王密令》是一款由From Software開發的中世界主題第一人稱動作角色扮演遊戲，1994年12月於PlayStation平台發售。本作是國王密令系列的初代作品，也是From Software公司的首款遊戲作品。本作僅在日本地區發售，之後的續作才開始在歐美地區發售。2000年於Microsoft Windows平台發售的一款遊戲編輯器軟體《Sword of Moonlight: King's Field Making Tool》之中也包含了《國王密令》初代的重製版本，該軟體僅在日本地區發售。

## 劇情
故事背景發生在一個被迷霧與森林壟罩的王國「沃迪特」（ヴァーダイト），傳說中王國在過去曾被一位神秘的「森之龍」從動亂中所拯救，並且未來它將會帶著神器再次現身並拯救人們。某天沃迪特王家墓地中突然出現魔物，國王命令護衛隊長豪瑟・佛瑞斯特（ハウザー・フォレスター）帶隊前去調查，最後卻消失於墓地之中，無人生還。護衛隊長的兒子－本作主角吉恩・阿爾弗雷德・佛瑞斯特（ジャン・アルフレッド・フォレスター）為了尋找父親的下落，向國王毛遂自薦進入墓地一探究竟。

## 外部連結
- 官方网站（日語）
- KING'S FIELD（PS3）| 公式PlayStationⓇStroe日本（页面存档备份，存于）PlayStation商店中數位版的產品介紹（日語）